# Lunatic Calm
«Lunatic Calm» — британская музыкальная группа, исполнявшая электронику. Несмотря на всестороннюю звуковую палитру, группа была наиболее известна своими композициями с элементами индастриала.

## История
Группа образовалась в 1996 г. и состояла из Саймона Шеклетона («sHack») и Говарда Саундерса («Howie»). С тех пор они выпустили два альбома, несколько синглов и множество ремиксов. Саймон и Говард знали друг друга с раннего возраста и до формирования «Lunatic Calm» они играли в нескольких группах с Томом Йорком (лидер «Radiohead»), включая «Headless Chickens» и «Flicker Noise».
Их дебютный альбом «Metropol» часто сравнивали с «The Prodigy», хотя их музыка менялась от даунтемпо/трип-хопа до мощной, грязной электроники. Лейбл MCA был не в состоянии поддержать группу и переключил своё внимание на американский рынок, где были успешными концертные туры с группами как «The Crystal Method». Наиболее известный трек с этого альбома «Leave You Far Behind» присутствует на многочисленных саундтреках к фильмам; например, «Матрица», «Ангелы Чарли». Многие их треки использовались в видеоиграх. Также они сделали множество ремиксов для «Bush», «DJ Scissorkicks» и «Curve».
Их второй альбом «Breaking Point» был наконец выпущен в 2002 г. после нескольких лет пререканий с лейблами. Поскольку альбом не стал продаваемым, лейбл City of Angels порвал с ними контракт. Без лейбла группу стало невозможно поддерживать и она прекратила своё существование.
Однако «sHack» очень активен как соло-продюсер и диджей и работает под именем «Elite Force», а также под псевдонимами «Futurecore», «Double Black», «pHrack R» и «Zodiac Cartel». В настоящее время управляет своим собственным лейблом Used & Abused, также управлял брендом Fused & Bruised на протяжении 1996—2002 и часто цитируется как один из ведущих сторонников движения Tech-Funk на стадии становления, как смешиватель хауса, брейка, «электро и техно. Некоторые из его песен (как ремиксы, так и новые треки) присутствуют на ремикс-альбомах The Crystal Method» — «Community Service» (2002) и «Community Service II» (2005).

## Дискография

### Альбомы
- 1997 — Metropol
- 2002 — Breaking Point

### Синглы
- 1996 — Centista
- 1996 — One Step
- 1997 — Leave You Far Behind
- 1997 — Roll the Dice

### Ремиксы
- 1996 — The Heads — Don’t Take My Kindness for Weakness
- 1997 — Black Grape — Get Higher
- 1997 — Bush — Comedown
- 1997 — Curve — Chinese Burn
- 1997 — Definition of Sound — Outsider
- 1997 — Meat Katie — Boned
- 1998 — Pitchshifter — Genius
- 1999 — DJ Scissorkicks — Clap Yo' Hands

### Саундтреки
- Need for Speed: High Stakes
- Ангелы Чарли
- Баффи — истребительница вампиров
- Дорога на Арлингтон
- Test Drive 6
- Матрица
- Смертельная битва 2: Истребление
- Шакал
- MDK2
- Беовульф
- Ее звали Никита